# Osthimosia parasitica
Osthimosia parasitica is een mosdiertjessoort uit de familie van de Celleporidae.